# آدنیوم مولتی فلوروم
آدنیوم مولتی فلوروم به انگلیسی: Adenium multiflorum یکی دیگر از خانواده خرزهره ایان است که سمی بوده و میتواند در صورت جذب باعث تغییر در ضربان قلب و حالت تهوع گردد.
مولتی فلوروم در لاتین به معنای گلهای زیاد می باشد که این نام به سبب وجود شاخه هایی پر شکوفه است.
آدنیوم مولتی فلوروم تنه خیلی بلندتری نسبت به آدنیوم اوبسام داراست.

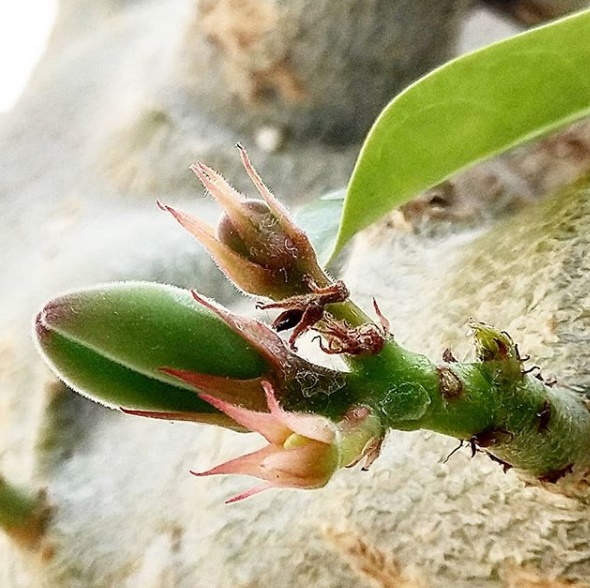
غلاف بذر آدنیوم در حال رشد

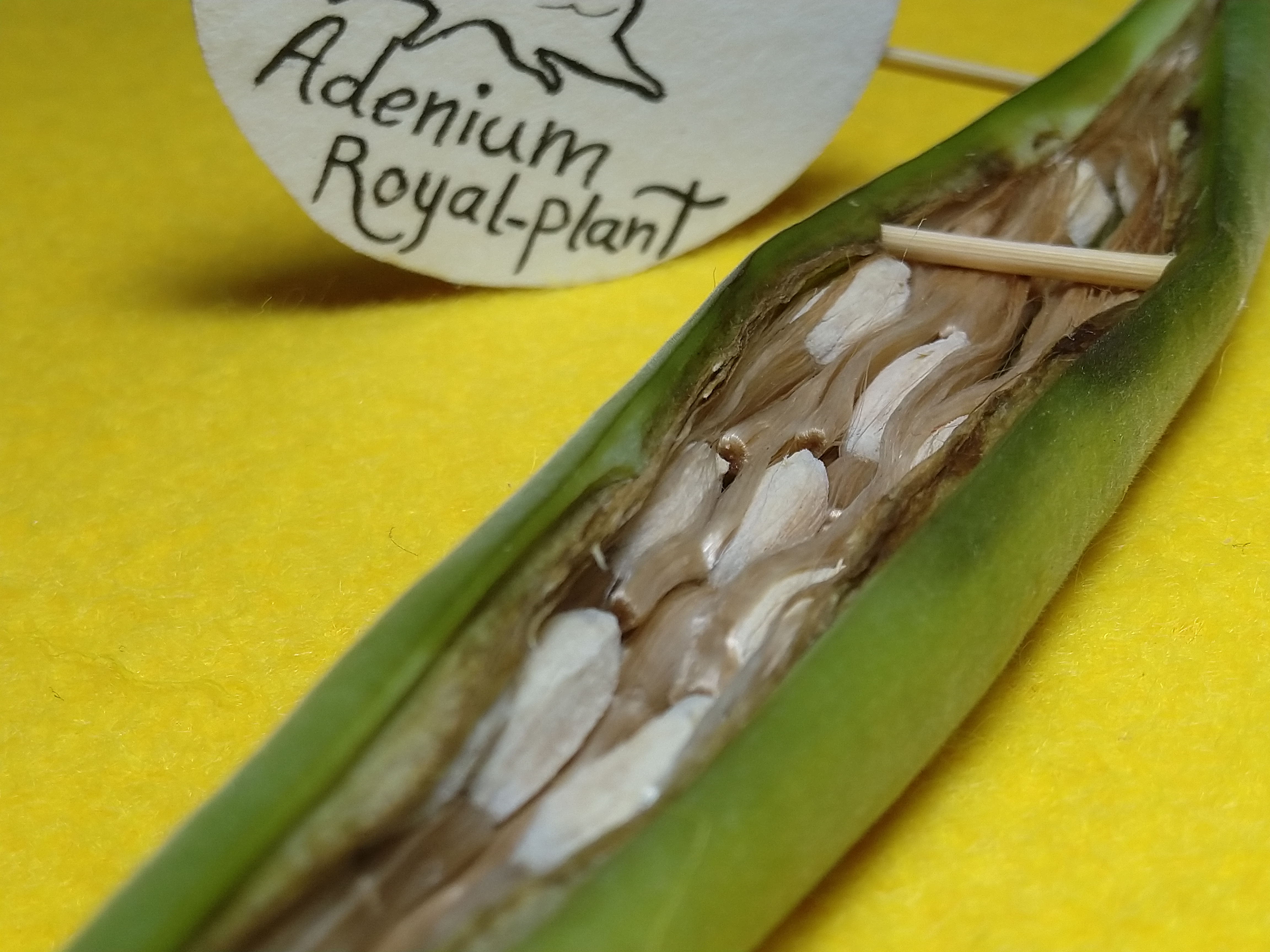
غلاف بذر آدنیوم بعد از بازشدن

## بومی
آدنیوم مولتی فلوروم بومی جنوب آفریقا (کوازولو-ناتال _ شرق امپومالانگا - لیمپوپو - سوازیلند شرقی - موزامبیک - زیمبابوه) و در کل از شرق تا غرب مناطق گرمسیری آفریقای جنوبی گسترده است.

## گلدهی
آدنیوم مولتی فلوروم معمولاً از فصل اردیبهشت تا مرداد (May to August) وارد گلدهی میشود و 3-4 ماه در زمستان بدون برگ شکوفا میشود

## بذر
ادنیوم مولتی فلوروم همانند باقی خانواده خود بعد از گلدهی در صورت گرده افشانی غلاف بذر شروع به رشد میکند که نسبت به تعداد بذر های داخل غلاف  با فاصله زمانی مختلف غلاف باز شده و بذر ها خارج می شوند و بوسیله قاصدک در هوا جابجا میشوند

## برگ و ارتفاع
ارتفاع آدنیوم مولتی فلوروم تا حدود سه متر میرسد که دارای برگهایی سبز و براق با رگبرگ هایی برجسته با رنگ روشن می باشد